# Declaración de Impacto Ambiental

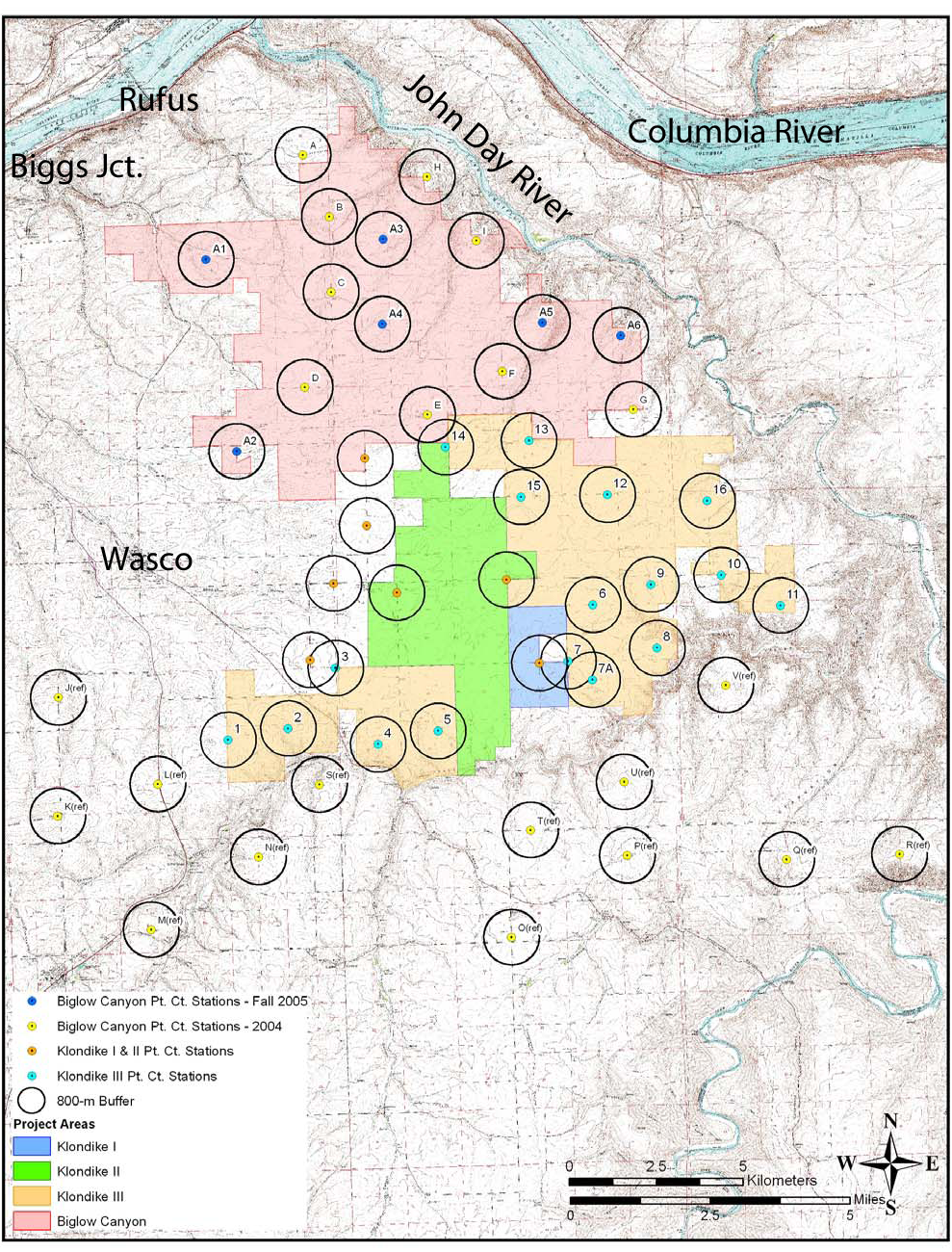
Hoja de una DIA previa a la construcción de una central eólica.

Una Declaración de Impacto ambiental (DIA) es un documento oficial en el cual se recoge el resultado de una evaluación de impacto ambiental y de sus alegaciones. Es un documento obligatorio para la construcción de un gran número de infraestructuras en algunos países, como pueden ser las carreteras. Por ejemplo, en todos los Estados miembros de la UE a través de la Directiva 85/337/CEE y sus sucesivas trasposiciones y modificaciones, como las Directivas 2001/42/CE, 2011/92/UE y 2014/52/UE.
El documento se elabora por parte de la autoridad competente en el medio ambiente de la zona afectada, como un Ministerio de Medio Ambiente. Una vez que el proyecto queda definido por sus redactores se envía a esta autoridad, que debe ser independiente a los intereses del proyecto. Se redacta la evaluación de impacto ambiental y se somete a un periodo de exposición pública, tras el cual, se valoran las alegaciones que han sido realizadas y se realizan las modificaciones oportunas.
El documento final recoge si la valoración es positiva o negativa, y si es positiva qué medidas se deben adoptar obligatoriamente para reducir el impacto ambiental tanto de la obra como de la infraestructura finalmente construida.